# Johann Jakob Kress
Johann Jakob Kress (auch Kreß) (* um 1685 in Walderbach; † 6. November 1728 in Darmstadt) war ein deutscher Komponist, Violinist und Konzertmeister.

## Leben
Er war der Sohn des Johann Georg Kress aus Walderbach. Die Familie zog nach Oettingen als Kress noch jung war, sie ist dort ab 1696 gesichert. In Oettingen besuchte Kress die Lateinschule, zusätzlich finanzierte ihm Albrecht Ernst Fürst zu Oettingen-Oettingen eine musikalische Ausbildung. Danach erhielt er eine Anstellung in der Hofkapelle unter Kapellmeister Jakob Christian Hertel. Ab 1712 war Kress Violinist in der Hofkapelle zu Darmstadt, bevor er einige Jahre später zum Hofkonzertmeister befördert wurde. Am 25. Januar 1718 heiratete er Anna Maria Böhler, eine Darmstädter Stadtratstochter. Im Jahre 1719 hatte der Darmstädter Hof Schulden in Höhe von 400 fl. bei Kress, dies entsprach einem ganzen Jahresgehalt.
Kress muss gute Kontakte zu Georg Philipp Telemann gehabt haben, da Telemann der einzige Taufpate des Sohnes Georg Philipp Kress (1719–1779) im November 1719 war und dazu extra von Frankfurt a. M. nach Darmstadt gereist ist. Auch zu Pisendel müssen Kontakte bestanden haben, da Teile seiner Werke in der sogenannten Schranck No: II-Sammlung von Pisendel in Dresden zu finden sind.
Auch ein weiterer Sohn Ludwig Albrecht Kress (1718–nach 1740), der ebenfalls Musiker war, ist aktenkundig.

## Werk
- Op. 1: Concerti à 5
- Op. 5: 6 Sonate da Cammera à Violino é Basso ó Cembalo (Darmstadt, ca. 1720)
- 6 Sonate a Violino e Violone o Cimbalo (Darmstadt, 1730)
- 6 Sonate für Violine und B. c. (Mus.2201-R-7 in der SLUB Dresden)
- Sonata für Flauto traverso, Viola da Gamba und B. c. in g-moll (eventuell von Telemann)
- Trios; viola d’amore, fl, cemb, bc; G-dur

## Einspielungen
- Violinkonzerte aus Darmstadt. Johannes Pramsohler, Darmstädter Barocksolisten, Audax, DDD, 2017.